# Obývací pokoj

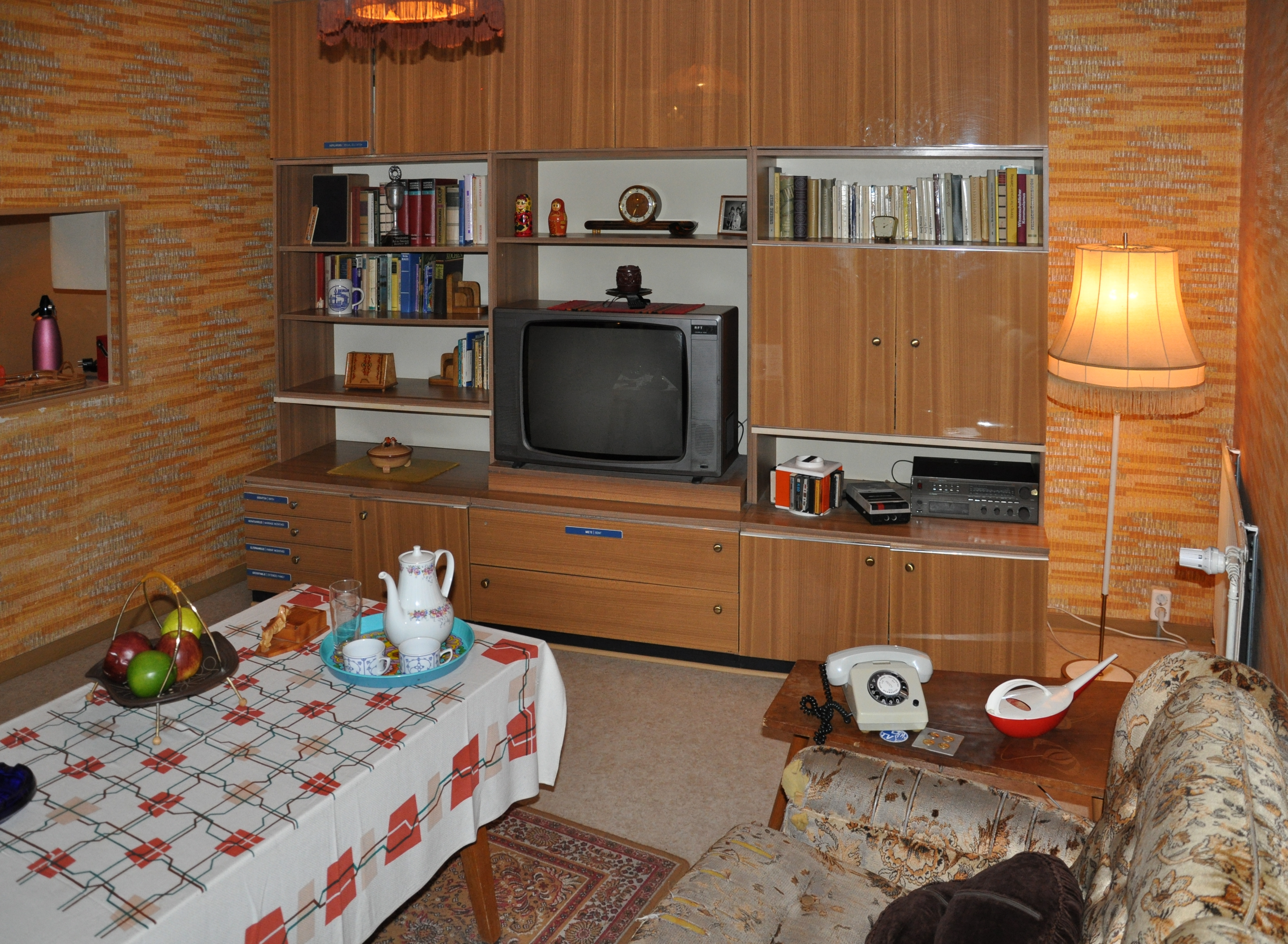
Obývací pokoj v NDR, Muzeum NDR, Berlín

Obývací pokoj (obývák) je místnost v domě nebo bytě, která slouží k odpočinku, nebo jako pokoj pro hosty, herna, či k různým dalším aktivitám, např. sledování televize, práce na počítači či stolování. Podle velikosti domu nebo bytu a počtu jeho obyvatel může někdy zčásti sloužit také jako jídelna, pracovna nebo ložnice, může také navazovat na kuchyni bez rozdělení místností zdí, jednotlivé části této místnosti mohou být také oddělené opticky.
Obývací pokoj je vybaven jak užitnými tak i okrasnými předměty – nábytkem, elektrickými spotřebiči či uměleckými předměty. Typickými jsou např. gauč, televize, skříně, stůl, počítač, knihovna, lustr, lampičky, obrazy, vázy atd. Nábytkářské firmy nabízí nábytek i dekorace přímo pro obývací pokoje a vystavují ho v samostatných odděleních a katalozích.